# Trofeu Miguel Muñoz
El Trofeu Miguel Muñoz és un premi atorgat anualment pel diari esportiu espanyol Marca al millor entrenador de Primera i Segona divisió de la Lliga espanyola de futbol. El guardó es va instaurar en la temporada 2005/06 i deu el seu nom a Miguel Muñoz, el tècnic més llorejat en la història de la primera divisió, amb nou títols.
Cada jornada, els corresponsals de Marca que cobreixen els diferents partits de lliga atorguen una sèrie de punts als tècnics, els quals se sumen en finalitzar la temporada per determinar qui s'enduu el trofeu.

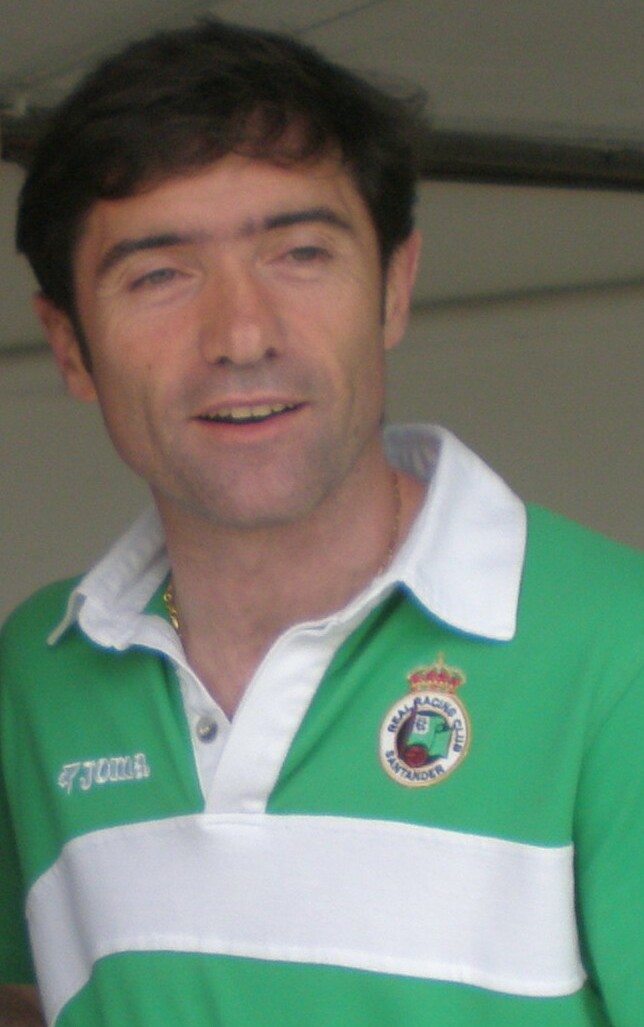
Marcelino ha guanyat el trofeu tres cops, a La Liga amb dos equips, el Recreativo i el València CF, i a la Segona Divisió amb el Reial Saragossa. Ell i Juande Ramos (Sevilla FC) van ser els primers guanyadors, a La Liga el 2006–07.

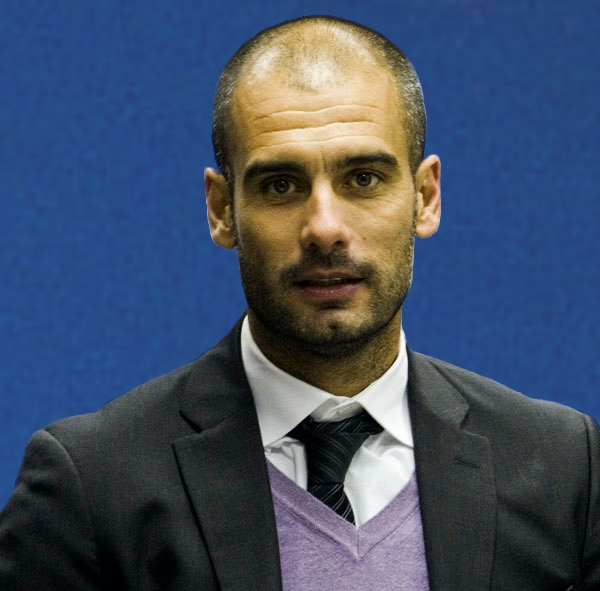
Pep Guardiola el primer en guanyar el trofeu dos cops, a La Liga, amb el FC Barcelona.

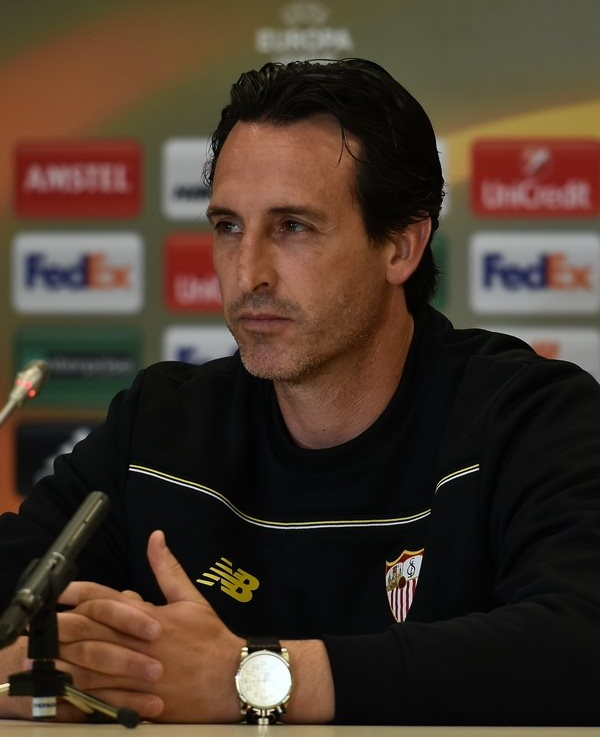
Unai Emery va ser el primer en guanyar el trofeu dos cops a la Segona Divisió, amb el Lorca Deportiva i la UD Almería.

## Palmarès

### Primera Divisió
| Temporada | Entrenador                 | País | Club                    | Punts |
| --------- | -------------------------- | ---- | ----------------------- | ----- |
| 2005-06   | Bernd Schuster (1)         |      | Getafe CF               | 63    |
| 2006-07   | Marcelino García Toral (1) |      | RC Recreativo de Huelva | 63    |
| 2006-07   | Juande Ramos (1)           |      | Sevilla FC              | 63    |
| 2007-08   | Manuel Pellegrini (1)      |      | Vila-real CF            | 69    |
| 2008-09   | Josep Guardiola (1)        |      | FC Barcelona            | 77    |
| 2009-10   | Josep Guardiola (2)        |      | FC Barcelona            | 77    |
| 2010-11   | José Mourinho (1)          |      | Reial Madrid            | 72    |
| 2011-12   | José Mourinho (2)          |      | Reial Madrid            | 77    |
| 2012-13   | Tito Vilanova (1)          |      | FC Barcelona            | 252   |
| 2013-14   | Diego Simeone (1)          |      | Atlètic de Madrid       | 269.5 |
| 2014-15   | Carlo Ancelotti (1)        |      | Reial Madrid CF         | 247.5 |
| 2015-16   | Diego Simeone (2)          |      | Atlètic de Madrid       | 243.5 |
| 2016-17   | José Luis Mendilibar (1)   |      | SD Eibar                | 67    |
| 2016-17   | Asier Garitano (1)         |      | CD Leganés              | 67    |
| 2017-18   | Marcelino García Toral (2) |      | València CF             | 69    |
| 2018-19   | Pepe Bordalás (1)          |      | Getafe CF               | 68    |
| 2019-20   | Zinedine Zidane (1)        |      | Reial Madrid CF         | 67    |
| 2019-20   | Julen Lopetegui (1)        |      | Sevilla FC              | 67    |
| 2020-21   | Diego Simeone (3)          |      | Atlètic de Madrid       | 72    |
| 2021-22   | Manuel Pellegrini (2)      |      | Reial Betis             | 69    |
| 2021-22   | Carlo Ancelotti (2)        |      | Reial Madrid CF         | 69    |
| 2022-23   | Imanol Alguacil (1)        |      | Reial Societat          | 67    |
| 2023–24   | Míchel                     |      | Girona FC               | 76    |

### Segona Divisió
| Temporada | Entrenador                      | País | Club                   | Punts |
| --------- | ------------------------------- | ---- | ---------------------- | ----- |
| 2005-06   | Unai Emery (1)                  |      | Lorca Deportiva CF     | 76    |
| 2006-07   | Unai Emery (2)                  |      | UD Almeria             | 78    |
| 2007-08   | Manuel Preciado (1)             |      | Real Sporting de Gijón | 77    |
| 2008-09   | Marcelino García Toral (1)      |      | Reial Saragossa        | 78    |
| 2009-10   | Luis García Plaza (1)           |      | Llevant UD             | 81    |
| 2010-11   | José Ramón Sandoval (1)         |      | Rayo Vallecano         | 85    |
| 2011-12   | Juan Antonio Anquela (1)        |      | AD Alcorcón            | 84    |
| 2012-13   | Fran Escribá (1)                |      | Elx Club de Futbol     | 293,5 |
| 2013-14   | Gaizka Garitano (1)             |      | SD Eibar               | 272   |
| 2014-15   | Abelardo Fernández (1)          |      | Sporting de Gijón      | 287.5 |
| 2015-16   | Asier Garitano (1)              |      | CD Leganés             | 266.5 |
| 2016-17   | López Muñiz (1)                 |      | Llevant UE             | 78    |
| 2017-18   | Joan Francesc Ferrer "Rubi" (1) |      | SD Huesca              | 76    |
| 2018-19   | Diego Martínez Penas (1)        |      | Granada CF             | 80    |
| 2019-20   | Míchel Sánchez (1)              |      | SD Huesca              | 72    |
| 2020-21   | Luis García Plaza (2)           |      | RCD Mallorca           | 72    |
| 2021-22   | Joan Francesc Ferrer "Rubi" (2) |      | UD Almeria             | 75    |
| 2022-23   | Rubén Albés Yáñez (1)           |      | Albacete Balompié      | 81    |
| 2023–24   | Borja Jiménez                   |      | CD Leganés             | 77    |